# Wedding Bell Blues
Wedding Bell Blues (bra: Maridos de Aluguel; prt: Maridos Precisam-se) é um filme independente estadunidense de comédia romântica de 1996, dirigido por Dana Lustig e estrelado por Illeana Douglas, a supermodelo Paulina Porizkova e Julie Warner. O filme foi nomeado em homenagem à clássica canção dos anos 1960 de Laura Nyro/5th Dimension "Wedding Bell Blues".

## Sinopse
Três mulheres são companheiras de apartamento: uma está para se casar, outra descobre que está grávida de seu namorado de longa data e uma terceira tem uma fila interminável de homens entrando e saindo de seu quarto. A rejeição repentina as leva a Las Vegas.[carece de fontes?]

## Elenco
- Illeana Douglas como Jasmine
- Paulina Porizkova como Tanya Touchev
- Julie Warner como Micki Rachel Levine
- John Corbett como Cary Maynard Philco
- Jonathan Penner como Matt Smith
- Charles Martin Smith como Oliver Napier
- Steven Gilborn como Samuel Levine
- Richard Edson como Tom
- Carla Gugino como Violet
- Debbie Reynolds como ela mesma

## Lançamento
O filme, com uma classificação Restrito da Motion Picture Association, arrecadou apenas US$ 44 052 nas bilheterias nacionais, em um lançamento máximo/inicial de 11 cinemas.